# Ольмільйос-де-Муньйо
Ольмільйос-де-Муньйо (ісп. Olmillos de Muñó) — муніципалітет в Іспанії, у складі автономної спільноти Кастилія-і-Леон, у провінції Бургос. Населення — 44 особи (2010).
Муніципалітет розташований на відстані близько 200 км на північ від Мадрида, 26 км на південний захід від Бургоса.

## Демографія
Динаміка населення (INE ):